# Нормандская гончая
Нормандская гончая — вымершая порода гончих охотничьих собак.
О происхождении нормандской гончей известно мало. Считалось, что она выведена из сент-юберских гончих и местных ищеек Нормандии. Порода была завезена на Британские острова при завоевании Англии норманнами в XI веке. Предполагается, что от неё произошли породы бладхаунд и тэлбот[уточнить].
Утверждали, что нормандская гончая обладала отличным чутьём и великолепным голосом, была крепкой и выносливой, но крайне медлительной: на охоту на оленя своре обычно требовалось от шести до восьми часов. Собаки были очень крупными, ростом от 66 до 76 сантиметров. Они были самых разных окрасов, от белых до трёхцветных и черных. Говорили, что они недостаточно умны и им не хватает инициативы.
К XVIII веку нормандская гончая стала редкостью, поскольку её заменили более быстрые породы гончих, в 1830-х годах осталась только одна свора, и к 1875 году они были объявлены вымершими.